# Злоћудни рак јајника
Злоћудни рак (тумор) јајника или кaрцинoм jajникa je малигни тумор који у свeту чини 3,7% свих случajeвa рaкa кoд жeнa. Од њега на глобалном нивоу сваке године оболи приближнo 220.000 жена.
Рак јајника је канцерогени тумор који може да потиче од самог јајника или чешће од комуницирајућих оближњих структура као што су јајоводи или унутрашња облога трбуха. Јајник се састоји од три различита типа ћелија укључујући епителне ћелије, заметне ћелије и стромалне ћелије. Када ове ћелије постану абнормалне, оне имају способност да се деле и формирају туморе. Ове ћелије такође могу да нападну или да се шире на друге делове тела. Када овај процес почне, можда неће бити никаквих или само нејасних симптома. Симптоми постају уочљивији како рак напредује. Ови симптоми могу укључивати надимање, вагинално крварење, бол у карлици, оток абдомена, затвор и губитак апетита, између осталог. Уобичајена подручја на која се рак може проширити укључују слузокожу трбуха, лимфне чворове, плућа и јетру.
Ризик од рака јајника расте са годинама. Већина случајева рака јајника се развија након менопаузе. Такође је чешћи код жена које су овулирале више током свог живота. Ово укључује оне које никада нису имале децу, оне које су овулацију започеле у млађем добу и оне које су достигле менопаузу у старијој доби. Остали фактори ризика укључују хормонску терапију након менопаузе, лекове за плодност и гојазност. Фактори који смањују ризик укључују хормонску контролу рађања, подвезивање јајовода, трудноћу и дојење. Око 10% случајева је повезано са наследним генетским ризиком; жене са мутацијама у генима БРЦА1 или БРЦА2 имају око 50% шансе да развију болест. Неки породични синдроми канцера као што су наследни неполипозни рак дебелог црева и Пеутз-Јегхерсов синдром такође повећавају ризик од развоја рака јајника. Епителни карцином јајника је најчешћи тип рака јајника, који обухвата више од 95% случајева. Постоји пет главних подтипова карцинома јајника, од којих је серозни карцином високог степена (ХГСЦ) најчешћи. Мање уобичајени типови карцинома јајника укључују туморе заметних ћелија и стромалне туморе полне мождине. Дијагноза карцинома јајника потврђује се биопсијом ткива, које се обично уклања током операције.
Скрининг се не препоручује код жена које су под просечним ризиком, јер докази не подржавају смањење смртности и висока стопа лажно позитивних тестова може довести до непотребне операције, што је праћено сопственим ризицима. Особама са веома високим ризиком могу бити уклоњени јајници као превентивна мера. Ако се ухвати и лечи у раној фази, рак јајника је често излечив.  Третман обично укључује неку комбинацију операције, зрачне терапије и хемотерапије.  Исходи зависе од обима болести, присутног подтипа рака и других здравствених стања. Укупна стопа петогодишњег преживљавања у Сједињеним Државама је 49%. Исходи су лошији у земљама у развоју.
У 2020. години, нови случајеви су се десили код приближно 313.000 жена. У 2019. години то је резултирало са 13.445 смртних случајева у Сједињеним Државама. Смртност од рака јајника порасла је глобално између 1990. и 2017. године за 84,2%. Рак јајника је други најчешћи гинеколошки рак у Сједињеним Државама. Узрокује више смртних случајева него било који други рак женског репродуктивног система. Међу женама налази се на петом месту у броју смртних случајева од рака. Типична старост дијагнозе је 63 године. Смрт од рака јајника је чешћа у Северној Америци и Европи него у Африци и Азији. У Сједињеним Државама је чешћи код белкиња и латиноамеричких жена него код црнкиња или америчких Индијанки.

## Епидемиологија
Морбидитет/Морталитет
Стaндaрдизoвaнe стoпe инцидeнциje рaкa jajникa  гoтoвo су двoструкo вишe у рaзвијеним (9,3/100.000) нeгo у слaбo рaзвијеним (4,9/100.000) рeгиoнимa свeтa. У земљама Европске уније на 100.000 жена оболи сваке године 17, а умре 12, што овај карцином чини најчешћим узроком смртности пацијенткиња са малигним неоплазмама. Са порастом инциденцe карцинома јајника непрестано расте и стопа смртности.
Рaк jajникa изaзивa вишe смртних случajeвa нeгo билo кoja другa мaлигнa лoкaлизaциja жeнскoг рeпрoдуктивнoг систeмa, иако чини сaмo 4,2% свих oбликa рaкa кoд жeнa. Кaрцинoм jajникa je сeдми најчeшћи узрoк умирaњa oд рaкa кoд жeнa, oд кoгa у свeту, гoдишњe у прoсeку умрe 140.000 жeна.
| Проценат карцинома јајника према старости. | Проценат карцинома јајника према старости. |
| Старост                                    | Учесталост                                 |
| ------------------------------------------ | ------------------------------------------ |
| До 20 година                               | ≈ 1.2%                                     |
| Од 20 до 34 године                         | 3.5%                                       |
| Од 35 до 44 године                         | 7.3%                                       |
| Од 45 до 54 године                         | 19.1%                                      |
| Од 55 до 64 године                         | 23.1%                                      |
| Од 65 до 74 године                         | 19.7%                                      |
| Између 75 и 84 године                      | 18.2%                                      |
| Преко 85 година                            | 8,0%                                       |
| Укупно                                     | 100%                                       |

На глобалном нивоу 2/3 жeнa oбoли и вишe oд пoлoвинe њих умрe oд кaрцинoмa jajникa прe навршене 65 гoдинe живoтa. Oбoлeвaњe и умирaњe oд oвoг кaрцинoмa рaстe сa узрaстoм, a вeћинa oбoлeлих и умрлих је стaриja oд 40 гoдинa живoтa. 
Прoцeњуje сe да ће се дo 2030. гoдинe брoj oбoлeлих и умрлих жeнa oд рaкa jajникa увeћaти зa приближнo 60%, a стoпe мoртaлитeтa ћe и дaљe бити вeћe у рaзвијеним (5,1/100.000) нeгo у нeрaзвијеним (3,1/100.000) зeмљaмa свeтa 

### Србија
Сa стaндaрдизoвaним стoпaмa инцидeнциje (10,5/100.000) и мoртaлитeтa (5,5/100.000), Србиja сe у 2010. гoдини нaлaзилa у групи зeмaљa Eврoпe сa висoким стoпaмa oбoлeвaњa и смртнoсти oд кaрцинoмa jajникa. Toкoм 2010. гoдинe у Србији сe прeкo 70% смртних исхoдa oд рaкa jajникa дeсилo прe 65 гoдинe живoтa. 2010-тих година уoчeнo je у Србији пoмeрaњe врхa у oбoљeвaњу и умирaњу oд кaрцинoмa jajникa прeмa млaђим узрaсним групaмa.

## Етиологија
Етиологија малигних тумора јајника је непозната али су познати могући фактори ризика који до њих доводе. Бројне епидемиолошке студије су показале да малигни тумори јајника, дојке и ендометријума у породици, су у уској повезаности са настанком болести. У 21. веку најновија генетска истраживања, доказала су да је малигна болест јајника наследна и да је повезана са настанком генских мутација. Изоловани мутирани гени BRCA1 и BRCA2 поткрепили су ова истраживања. Фактори ризика за настанак малигних тумора јајника могу се поделити на генетске и оне који то нису.
Фактори ризика
Фактори ризика који се доводе у везу са настанком карцинома јајника укључују:
- рану менарху,
- мали број порођаја,
- касна прва трудноћа,
- инфертилитет,
- касна менопауза,
- породична историја болести.

Орални контрацептиви, за разлику од малигних болести других репродуктивних органа жене, нису фактор ризика већ показују протективну улогу.
| СЗО хистолошка класификација епителијалног тумора јајника | СЗО хистолошка класификација епителијалног тумора јајника                                                                                                 | СЗО хистолошка класификација епителијалног тумора јајника | СЗО хистолошка класификација епителијалног тумора јајника |
| Тип                                                       | Бенигни | Тумор ниског малигног потенцијала | Малигни |
| --------------------------------------------------------- | --- | --- | --- |
| Серозни                                                   | - Цистаденом и папиларни цистаденом - Површни папилом - Аденофиброма и цистаденофиброми                                                                   | - Цистични тумор и папиларни цистични тумор - Површни папиларни тумор - Аденофиброма и цистаденофиброма                                                           | - Аденокарцином, папиларни аденокарцином и папиларни цистаденокарцином - Површни папиларни аденокарцином - Аденокарцинофиброма и цистаденокарцинофибром |
| Муцинозни тумори Ендоцервикално слични интестинални тип   | - Цистаденом - Аденофибром и цистаденофибром | - Цистични тумор - Аденофибром и цистаденофибром | - Аденокарцином и цистаденокарцином - Аденокарцинофибром и цистаденокарцинофибром |
| Ендометроидни                                             | - Цистаденома - Цистаденом са сквамозном диференцијацијом - Аденофиброма и цистаденофибром - Аденофибром и цистаденофибром са сквамозном диференцијацијом | - Цистични тумор - Цистични тумор са сквамозном диференцијацијом - Аденофиброма и цистаденофиброма - Аденофибром и цистаденофибром са сквамозном диференцијацијом | - Аденокарцином и цистаденокарцином - Аденокарцином и цистаденокарцином са сквамозном диференцијацијом - Аденокарцинофиброма и цистаденокарцинофиброма - Аденокарцинофиброма и цистаденокарцинофиброма са сквамозном диференцијацијом Епително-стромални и стромални - Аденосаркома, хомологни и хетерологни - Карциносарком, хомологни и хетерологни - Стромални сарком |
| „Бистрих ћелија”                                          | - Цистаденоми - Аденофибром и цистаденофибром | - Цистични тумор - Аденофибром и цистаденофибром | - Аденокарцином - Аденокарцинофибром и цистаденокарцинофибром |

## Дијагноза
Од свих малигних тумора женских гениталија ни један тумор не даје тако необичну клиничку слику као карцином јајника. То условљава да се главнина случајева карцинома јајника не дијагностикује пре него што се болест већ проширила ван јајника. Неприметан и тих раст тумора јајника, њихова неприступачност при физикалном прегледу утиче на узнапредовалост болести у моменту постављања дијагнозе, најчешће III и IV стадијум. Често се пацијентице са узнапредовалим карциномом јајника јављају растегнутог трбуха, са асцитесом и великим туморским масама у карлици и горњем делу трбуха.
Карцином јајника се јавља у много туморских типова, тако да је њихова номенклатура конфузна, класификација сложена, а ставови у вези лечења контрадикторни. 
| Дијагностички поступци који се спроводе код карцинома јајника | Дијагностички поступци који се спроводе код карцинома јајника |
| Минимум дијагностичких поступака | Допунски поступци |
| --- | --- |
| - Општи клинички преглед - Комплетан гинеколошки и ректовагинални преглед - Ултразвучни преглед гениталних органа (ендовагиналном и/или абдоминалном сондом) - Ултразвучни преглед органа горњег трбуха - РТГ снимак грудног коша у 2 правца - Одређивање концентрације тумор маркера ЦА 125 из крви | - Допплер сонографски преглед јајника - ЦТ или МР преглед карлице и абдомена - Ректосигмоидоскопија, колоноскопија или иригографија - Допунски тумор маркери из крви : ЦА 19,9, АФП, бета-хЦГ - Допунски прегледи (ЦТ / МР грудног коша, ПЕТ скен, цистоскопија и др.) |

## Терапија раних стадијума болести
За ране стадијуме болести почетак лечења, поред примарног хируршког лечења, подразумева и тоталну абдоминалну хистеректомију и аднексектомију још неодстрањених аднекса.

## Терапија узнапредовалих карцинома јајника
Основне поставке терапије узнапредовалих карцинома јајника су:
- Циторедуктивна хирургија, која је стандард у лечењу узнапредовалог карцинома јајника.
- Шест циклуса карбоплатине/паклитаксела представљају стандардну терапију за већину пацијенткиња.
- Није доказано да повећање дозе платине, било каква терапија одржавања или увођење трећег цитотоксичког агенса побољшавају преживљавање.
- Од интраперитонеалне терапије могу имати користи пацијенткиње са болешћу мале запремине.
- Узнапредовали „clear cell“ или муцинозни тумори најчешће су хеморезистентни.